# Tournoi de tennis de Hong Kong
Le tournoi de Hong Kong est un tournoi de tennis féminin du circuit professionnel WTA et masculin du circuit professionnel ATP.
Quatre éditions féminines de l'épreuve ont été organisées de 1980 à 1993 dans l'ex-territoire britannique, Wendy Turnbull ayant remporté les deux premières en simple. 
Le tournoi refait son apparition au calendrier WTA lors de la saison 2014 après plus de 10 ans d'absence puis disparait en saison 2019.
Le tournoi masculin est remplacé en 2003 par l'Open de Thaïlande puis réintègre le calendrier ATP en 2024.

## Palmarès dames

### Simple
| No | Date       | Nom et lieu du tournoi                      | Catégorie      | Dotation       | Surface        | Vainqueure         | Finaliste           | Score          |                |
| -- | ---------- | ------------------------------------------- | -------------- | -------------- | -------------- | ------------------ | ------------------- | -------------- | -------------- |
| 1  | 03-11-1980 | Seiko Classic, Hong Kong                    |                | 50 000 $       | Terre (ext.)   | Wendy Turnbull     | Marcie Louie        | 6-0, 6-2       | Tableau        |
| 2  | 02-11-1981 | Seiko Classic, Hong Kong                    |                | 50 000 $       | Terre (ext.)   | Wendy Turnbull     | Sabina Simmonds     | 6-3, 6-4       | Tableau        |
| 3  | 01-11-1982 | Seiko Classic, Hong Kong                    | Series 2       | 50 000 $       | Terre (ext.)   | Catrin Jexell      | Alycia Moulton      | 6-3, 7-5       | Tableau        |
|    | 1983-1992  | Pas de tournoi                              | Pas de tournoi | Pas de tournoi | Pas de tournoi | Pas de tournoi     | Pas de tournoi      | Pas de tournoi | Pas de tournoi |
| 4  | 13-09-1993 | Digital Open, Hong Kong                     | Tier IV        | 100 000 $      | Dur (ext.)     | Wang Shi-ting      | Marianne Werdel     | 6-4, 3-6, 7-5  | Tableau        |
|    | 1994-2013  | Pas de tournoi                              | Pas de tournoi | Pas de tournoi | Pas de tournoi | Pas de tournoi     | Pas de tournoi      | Pas de tournoi | Pas de tournoi |
| 5  | 08-09-2014 | Prudential Hong Kong Tennis Open, Hong Kong | Intern'l       | 226 750 $      | Dur (ext.)     | Sabine Lisicki     | Karolína Plíšková   | 7-5, 6-3       | Tableau        |
| 6  | 12-10-2015 | Prudential Hong Kong Tennis Open, Hong Kong | Intern'l       | 226 750 $      | Dur (ext.)     | Jelena Janković    | Angelique Kerber    | 3-6, 7-64, 6-1 | Tableau        |
| 7  | 10-10-2016 | Prudential Hong Kong Tennis Open, Hong Kong | Intern'l       | 226 750 $      | Dur (ext.)     | Caroline Wozniacki | Kristina Mladenovic | 6-1, 64-7, 6-2 | Tableau        |
| 8  | 09-10-2017 | Prudential Hong Kong Tennis Open, Hong Kong | Intern'l       | 426 750 $      | Dur (ext.)     | A. Pavlyuchenkova  | Daria Gavrilova     | 5-7, 6-3, 7-63 | Tableau        |
| 9  | 08-10-2018 | Prudential Hong Kong Tennis Open, Hong Kong | Intern'l       | 226 750 $      | Dur (ext.)     | Dayana Yastremska  | Wang Qiang          | 6-2, 6-1       | Tableau        |
|    | 2019-2022  | Pas de tournoi                              | Pas de tournoi | Pas de tournoi | Pas de tournoi | Pas de tournoi     | Pas de tournoi      | Pas de tournoi | Pas de tournoi |
| 10 | 09-10-2023 | Prudential Hong Kong Tennis Open, Hong Kong | WTA 250        | 259 303 $      | Dur (ext.)     | Leylah Fernandez   | Kateřina Siniaková  | 3-6, 6-4, 6-4  | Tableau        |
| 11 | 30-09-2024 | Hong Kong 125 Open, Hong Kong               | WTA 125        | 115 000 $      | Dur (ext.)     | Ajla Tomljanović   | Clara Tauson        | 4-6, 6-4, 6-4  | Tableau        |
| 12 | 28-10-2024 | Hong Kong Tennis Open, Hong Kong            | WTA 250        | 267 082 $      | Dur (ext.)     | Diana Shnaider     | Katie Boulter       | 6-1, 6-2       | Tableau        |

### Double
| No | Date       | Nom et lieu du tournoi                     | Catégorie      | Dotation       | Surface        | Vainqueures                          | Finalistes                                | Score             |                |
| -- | ---------- | ------------------------------------------ | -------------- | -------------- | -------------- | ------------------------------------ | ----------------------------------------- | ----------------- | -------------- |
| 1  | 03-11-1980 | Seiko Classic Hong Kong                    |                | 50 000 $       | Terre (ext.)   | Wendy Turnbull Sharon Walsh          | Penny Johnson Silvana Urroz               | 6-1, 6-2          | Tableau        |
| 2  | 02-11-1981 | Seiko Classic Hong Kong                    |                | 50 000 $       | Terre (ext.)   | Ann Kiyomura Sharon Walsh            | Anne Hobbs Susan Leo                      | 6-3, 6-4          | Tableau        |
| 3  | 01-11-1982 | Seiko Classic Hong Kong                    | Series 2       | 50 000 $       | Terre (ext.)   | Laura duPont Alycia Moulton          | Jennifer Mundel Yvonne Vermaak            | 6-2, 4-6, 7-5     | Tableau        |
|    | 1983-1992  | Pas de tournoi                             | Pas de tournoi | Pas de tournoi | Pas de tournoi | Pas de tournoi                       | Pas de tournoi                            | Pas de tournoi    | Pas de tournoi |
| 4  | 13-09-1993 | Digital Open Hong Kong                     | Tier IV        | 100 000 $      | Dur (ext.)     | Karin Kschwendt Rachel McQuillan     | Debbie Graham Marianne Werdel             | 1-6, 7-6, 6-2     | Tableau        |
|    | 1994-2013  | Pas de tournoi                             | Pas de tournoi | Pas de tournoi | Pas de tournoi | Pas de tournoi                       | Pas de tournoi                            | Pas de tournoi    | Pas de tournoi |
| 5  | 08-09-2014 | Prudential Hong Kong Tennis Open Hong Kong | Intern'l       | 226 750 $      | Dur (ext.)     | Karolína Plíšková Kristýna Plíšková  | Patricia Mayr Arina Rodionova             | 6-2, 2-6, [12-10] | Tableau        |
| 6  | 12-10-2015 | Prudential Hong Kong Tennis Open Hong Kong | Intern'l       | 226 750 $      | Dur (ext.)     | Alizé Cornet Yaroslava Shvedova      | Lara Arruabarrena Andreja Klepač          | 7-5, 6-4          | Tableau        |
| 7  | 10-10-2016 | Prudential Hong Kong Tennis Open Hong Kong | Intern'l       | 226 750 $      | Dur (ext.)     | Chan Hao-ching Chan Yung-jan         | Naomi Broady Heather Watson               | 6-3, 6-1          | Tableau        |
| 8  | 09-10-2017 | Prudential Hong Kong Tennis Open Hong Kong | Intern'l       | 426 750 $      | Dur (ext.)     | Chan Hao-ching Chan Yung-jan         | Lu Jiajing Wang Qiang                     | 6-1, 6-1          | Tableau        |
| 9  | 08-10-2018 | Prudential Hong Kong Tennis Open Hong Kong | Intern'l       | 226 750 $      | Dur (ext.)     | Samantha Stosur Zhang Shuai          | Shuko Aoyama Lidziya Marozava             | 6-4, 6-4          | Tableau        |
|    | 2019-2022  | Pas de tournoi                             | Pas de tournoi | Pas de tournoi | Pas de tournoi | Pas de tournoi                       | Pas de tournoi                            | Pas de tournoi    | Pas de tournoi |
| 10 | 09-10-2023 | Prudential Hong Kong Tennis Open Hong Kong | WTA 250        | 259 303 $      | Dur (ext.)     | Tang Qianhui Tsao Chia-yi            | Oksana Kalashnikova Aliaksandra Sasnovich | 7-5, 1-6, [11-9]  | Tableau        |
| 11 | 30-09-2024 | Hong Kong 125 Open Hong Kong               | WTA 125        | 115 000 $      | Dur (ext.)     | Monica Niculescu Elena-Gabriela Ruse | Nao Hibino Makoto Ninomiya                | 6-3, 5-7, [10-5]  | Tableau        |
| 12 | 28-10-2024 | Hong Kong Tennis Open Hong Kong            | WTA 250        | 267 082 $      | Dur (ext.)     | Ulrikke Eikeri Makoto Ninomiya       | Shuko Aoyama Eri Hozumi                   | 6-4, 4-6, [11-9]  | Tableau        |

## Palmarès messieurs

### Simple
| No | Date       | Nom et lieu du tournoi                         | Catégorie      | Dotation       | Surface        | Vainqueur           | Finaliste          | Score                   |                |
| -- | ---------- | ---------------------------------------------- | -------------- | -------------- | -------------- | ------------------- | ------------------ | ----------------------- | -------------- |
| 1  | 29-10-1973 | , Hong Kong                                    |                | NC $           | Dur (ext.)     | Rod Laver           | Charlie Pasarell   | 6-3, 3-6, 6-2, 6-2      |                |
| 2  | 04-11-1974 | , Hong Kong                                    |                | 50 000 $       | Dur (ext.)     |                     |                    | Tournoi non terminé     |                |
| 3  | 10-11-1975 | , Hong Kong                                    |                | 75 000 $       | Dur (ext.)     | Tom Gorman          | Sandy Mayer        | 6-3, 6-1, 6-1           |                |
| 4  | 08-11-1976 | , Hong Kong                                    |                | 75 000 $       | Dur (ext.)     | Ken Rosewall        | Ilie Năstase       | 1-6, 6-4, 7-6, 6-0      |                |
| 5  | 07-11-1977 | , Hong Kong                                    |                | 75 000 $       | Dur (ext.)     | Ken Rosewall        | Tom Gorman         | 6-3, 5-7, 6-4, 6-4      |                |
| 6  | 13-11-1978 | , Hong Kong                                    |                | 75 000 $       | Dur (ext.)     | Eliot Teltscher     | Pat Dupré          | 6-4, 6-3, 6-2           |                |
| 7  | 05-11-1979 | , Hong Kong                                    |                | 75 000 $       | Dur (ext.)     | Jimmy Connors       | Pat Dupré          | 7-5, 6-3, 6-1           |                |
| 8  | 03-11-1980 | , Hong Kong                                    |                | 75 000 $       | Dur (ext.)     | Ivan Lendl          | Brian Teacher      | 5-7, 7-6, 6-3           |                |
| 9  | 02-11-1981 | , Hong Kong                                    |                | 75 000 $       | Dur (ext.)     | Van Winitsky        | Mark Edmondson     | 6-4, 6-7, 6-4           |                |
| 10 | 01-11-1982 | , Hong Kong                                    |                | 100 000 $      | Dur (ext.)     | Pat Dupré           | Morris Skip Strode | 6-3, 6-3                |                |
| 11 | 31-10-1983 | , Hong Kong                                    |                | 100 000 $      | Dur (ext.)     | Wally Masur         | Sammy Giammalva Jr | 6-1, 6-1                |                |
| 12 | 22-10-1984 | , Hong Kong                                    |                | 200 000 $      | Dur (ext.)     | Andrés Gómez        | Tomáš Šmíd         | 6-3, 6-2                |                |
| 13 | 18-11-1985 | , Hong Kong                                    |                | 200 000 $      | Dur (ext.)     | Andrés Gómez        | Aaron Krickstein   | 6-3, 6-3, 3-6, 6-4      |                |
| 14 | 27-10-1986 | , Hong Kong                                    |                | 200 000 $      | Dur (ext.)     | Ramesh Krishnan     | Andrés Gómez       | 7-6, 6-0, 7-5           |                |
| 15 | 26-10-1987 | , Hong Kong                                    |                | 200 000 $      | Dur (ext.)     | Eliot Teltscher     | John Fitzgerald    | 6-7, 3-6, 6-1, 6-2, 7-5 |                |
|    | 1988-1989  | Pas de tournoi                                 | Pas de tournoi | Pas de tournoi | Pas de tournoi | Pas de tournoi      | Pas de tournoi     | Pas de tournoi          | Pas de tournoi |
| 16 | 23-04-1990 | Salem Open, Hong Kong                          | World Series   | 185 000 $      | Dur (ext.)     | Pat Cash            | Alex Antonitsch    | 6-3, 6-4                |                |
| 17 | 01-04-1991 | Salem Open, Hong Kong                          | World Series   | 234 000 $      | Dur (ext.)     | Richard Krajicek    | Wally Masur        | 6-2, 3-6, 6-3           |                |
| 18 | 13-04-1992 | Salem Open, Hong Kong                          | World Series   | 270 000 $      | Dur (ext.)     | Jim Courier         | Michael Chang      | 7-5, 6-3                |                |
| 19 | 12-04-1993 | Salem Open, Hong Kong                          | World Series   | 275 000 $      | Dur (ext.)     | Pete Sampras        | Jim Courier        | 6-3, 61-7, 7-62         |                |
| 20 | 11-04-1994 | Salem Open, Hong Kong                          | World Series   | 295 000 $      | Dur (ext.)     | Michael Chang       | Patrick Rafter     | 6-1, 6-3                |                |
| 21 | 17-04-1995 | Salem Open, Hong Kong                          | World Series   | 303 000 $      | Dur (ext.)     | Michael Chang       | Jonas Björkman     | 6-3, 6-1                |                |
| 22 | 08-04-1996 | Salem Open, Hong Kong                          | World Series   | 303 000 $      | Dur (ext.)     | Pete Sampras        | Michael Chang      | 6-4, 3-6, 6-4           |                |
| 23 | 07-04-1997 | Salem Open, Hong Kong                          | World Series   | 303 000 $      | Dur (ext.)     | Michael Chang       | Patrick Rafter     | 6-3, 6-3                |                |
| 24 | 06-04-1998 | Salem Open, Hong Kong                          | Int' Series    | 315 000 $      | Dur (ext.)     | Kenneth Carlsen     | Byron Black        | 6-2, 6-0                |                |
| 25 | 05-04-1999 | Salem Open, Hong Kong                          | Int' Series    | 325 000 $      | Dur (ext.)     | Andre Agassi        | Boris Becker       | 64-7, 6-4, 6-4          | Tableau        |
| 26 | 02-10-2000 | Salem Open, Hong Kong                          | Int' Series    | 350 000 $      | Dur (ext.)     | Nicolas Kiefer      | Mark Philippoussis | 7-64, 2-6, 6-2          | Tableau        |
| 27 | 24-09-2001 | Salem Open, Hong Kong                          | Int' Series    | 375 000 $      | Dur (ext.)     | Marcelo Ríos        | Rainer Schüttler   | 7-63, 6-2               | Tableau        |
| 28 | 23-09-2002 | Salem Open, Hong Kong                          | Int' Series    | 375 000 $      | Dur (ext.)     | Juan Carlos Ferrero | Carlos Moyà        | 6-3, 1-6, 7-64          | Tableau        |
|    | 2003-2023  | Pas de tournoi                                 | Pas de tournoi | Pas de tournoi | Pas de tournoi | Pas de tournoi      | Pas de tournoi     | Pas de tournoi          | Pas de tournoi |
| 29 | 01-01-2024 | Bank of China Hong Kong Tennis Open, Hong Kong | ATP 250        | 661 585 $      | Dur (ext.)     | Andrey Rublev       | Emil Ruusuvuori    | 6-4, 6-4                | Tableau        |
| 30 | 30-12-2024 | Bank of China Hong Kong Tennis Open, Hong Kong | ATP 250        | 680 140 $      | Dur (ext.)     | Alexandre Müller    | Kei Nishikori      | 2-6, 6-1, 6-3           | Tableau        |

### Double
| No | Date       | Nom et lieu du tournoi                         | Catégorie      | Dotation       | Surface        | Vainqueurs                             | Finalistes                       | Score               |                |
| -- | ---------- | ---------------------------------------------- | -------------- | -------------- | -------------- | -------------------------------------- | -------------------------------- | ------------------- | -------------- |
| 1  | 29-10-1973 | , Hong Kong                                    |                | NC $           | Dur (ext.)     | Colin Dibley Rod Laver                 | Paul Gerken Brian Gottfried      | 6-3, 5-7, 17-15     |                |
| 2  | 04-11-1974 | , Hong Kong                                    |                | 50 000 $       | Dur (ext.)     |                                        |                                  | Tournoi non terminé |                |
| 3  | 10-11-1975 | , Hong Kong                                    |                | 75 000 $       | Dur (ext.)     | Tom Okker Ken Rosewall                 | Robert Carmichael Sandy Mayer    | 6-3, 6-4            |                |
| 4  | 08-11-1976 | , Hong Kong                                    |                | 75 000 $       | Dur (ext.)     | Hank Pfister Butch Walts               | Anand Amritraj Ilie Năstase      | 6-4, 6-2            |                |
| 5  | 07-11-1977 | , Hong Kong                                    |                | 75 000 $       | Dur (ext.)     | Syd Ball Kim Warwick                   | Marty Riessen Roscoe Tanner      | 7-6, 6-3            |                |
| 6  | 13-11-1978 | , Hong Kong                                    |                | 75 000 $       | Dur (ext.)     | Mark Edmondson John Marks              | Hank Pfister Brad Rowe           | 5-7, 7-6, 6-1       |                |
| 7  | 05-11-1979 | , Hong Kong                                    |                | 75 000 $       | Dur (ext.)     | Pat Dupré Robert Lutz                  | Steve Denton Mark Turpin         | 6-3, 6-4            |                |
| 8  | 03-11-1980 | , Hong Kong                                    |                | 75 000 $       | Dur (ext.)     | Peter Fleming Ferdi Taygan             | Bruce Manson Brian Teacher       | 7-5, 6-2            |                |
| 9  | 02-11-1981 | , Hong Kong                                    |                | 75 000 $       | Dur (ext.)     | Chris Dunk Chris Mayotte               | Marty Davis Brad Drewett         | 6-4, 7-6            |                |
| 10 | 01-11-1982 | , Hong Kong                                    |                | 100 000 $      | Dur (ext.)     | Charles Buzz Strode Morris Skip Strode | Kim Warwick Van Winitsky         | 6-4, 3-6, 6-2       |                |
| 11 | 31-10-1983 | , Hong Kong                                    |                | 100 000 $      | Dur (ext.)     | Drew Gitlin Craig Miller               | Sammy Giammalva Jr Steve Meister | 6-2, 6-2            |                |
| 12 | 22-10-1984 | , Hong Kong                                    |                | 200 000 $      | Dur (ext.)     | Ken Flach Robert Seguso                | Mark Edmondson Paul McNamee      | 6-7, 6-3, 7-5       |                |
| 13 | 18-11-1985 | , Hong Kong                                    |                | 200 000 $      | Dur (ext.)     | Brad Drewett Kim Warwick               | Jakob Hlasek Tomáš Šmíd          | 3-6, 6-4, 6-2       |                |
| 14 | 27-10-1986 | , Hong Kong                                    |                | 200 000 $      | Dur (ext.)     | Mike De Palmer Gary Donnelly           | Pat Cash Mark Kratzmann          | 7-6, 6-7, 7-5       |                |
| 15 | 26-10-1987 | , Hong Kong                                    |                | 200 000 $      | Dur (ext.)     | Mark Kratzmann Jim Pugh                | Marty Davis Brad Drewett         | 6-7, 6-4, 6-2       |                |
|    | 1988-1989  | Pas de tournoi                                 | Pas de tournoi | Pas de tournoi | Pas de tournoi | Pas de tournoi                         | Pas de tournoi                   | Pas de tournoi      | Pas de tournoi |
| 16 | 23-04-1990 | Salem Open, Hong Kong                          | World Series   | 185 000 $      | Dur (ext.)     | Pat Cash Wally Masur                   | Kevin Curren Joey Rive           | 6-3, 6-3            |                |
| 17 | 01-04-1991 | Salem Open, Hong Kong                          | World Series   | 234 000 $      | Dur (ext.)     | Patrick Galbraith Todd Witsken         | Glenn Michibata Robert Van't Hof | 6-2, 6-4            |                |
| 18 | 13-04-1992 | Salem Open, Hong Kong                          | World Series   | 270 000 $      | Dur (ext.)     | Brad Gilbert Jim Grabb                 | Byron Black Byron Talbot         | 6-2, 6-1            |                |
| 19 | 12-04-1993 | Salem Open, Hong Kong                          | World Series   | 275 000 $      | Dur (ext.)     | David Wheaton Todd Woodbridge          | Sandon Stolle Jason Stoltenberg  | 6-1, 6-3            |                |
| 20 | 11-04-1994 | Salem Open, Hong Kong                          | World Series   | 295 000 $      | Dur (ext.)     | Jim Grabb Brett Steven                 | Jonas Björkman Patrick Rafter    | Forfait             |                |
| 21 | 17-04-1995 | Salem Open, Hong Kong                          | World Series   | 303 000 $      | Dur (ext.)     | Tommy Ho Mark Philippoussis            | John Fitzgerald Anders Järryd    | 6-1, 6-7, 7-6       |                |
| 22 | 08-04-1996 | Salem Open, Hong Kong                          | World Series   | 303 000 $      | Dur (ext.)     | Patrick Galbraith Andreï Olhovskiy     | Kent Kinnear Dave Randall        | 6-3, 6-7, 7-6       |                |
| 23 | 07-04-1997 | Salem Open, Hong Kong                          | World Series   | 303 000 $      | Dur (ext.)     | Martin Damm Daniel Vacek               | Karsten Braasch Jeff Tarango     | 6-3, 6-4            |                |
| 24 | 06-04-1998 | Salem Open, Hong Kong                          | Int' Series    | 315 000 $      | Dur (ext.)     | Byron Black Alex O'Brien               | Neville Godwin Tuomas Ketola     | 7-5, 6-1            |                |
| 25 | 05-04-1999 | Salem Open, Hong Kong                          | Int' Series    | 325 000 $      | Dur (ext.)     | James Greenhalgh Grant Silcock         | Andre Agassi David Wheaton       | Forfait             | Tableau        |
| 26 | 02-10-2000 | Salem Open, Hong Kong                          | Int' Series    | 350 000 $      | Dur (ext.)     | Wayne Black Kevin Ullyett              | Dominik Hrbatý David Prinosil    | 6-1, 6-2            | Tableau        |
| 27 | 24-09-2001 | Salem Open, Hong Kong                          | Int' Series    | 375 000 $      | Dur (ext.)     | Karsten Braasch André Sá               | Petr Luxa Radek Štěpánek         | 6-0, 7-5            | Tableau        |
| 28 | 23-09-2002 | Salem Open, Hong Kong                          | Int' Series    | 375 000 $      | Dur (ext.)     | Jan-Michael Gambill Graydon Oliver     | Wayne Arthurs Andrew Kratzmann   | 62-7, 6-4, 7-64     | Tableau        |
|    | 2003-2023  | Pas de tournoi                                 | Pas de tournoi | Pas de tournoi | Pas de tournoi | Pas de tournoi                         | Pas de tournoi                   | Pas de tournoi      | Pas de tournoi |
| 29 | 01-01-2024 | Bank of China Hong Kong Tennis Open, Hong Kong | ATP 250        | 661 585 $      | Dur (ext.)     | Marcelo Arévalo Mate Pavić             | Sander Gillé Joran Vliegen       | 7-63, 6-4           | Tableau        |
| 30 | 30-12-2024 | Bank of China Hong Kong Tennis Open, Hong Kong | ATP 250        | 680 140 $      | Dur (ext.)     | Sander Arends Luke Johnson             | Karen Khachanov Andrey Rublev    | 7-5, 4-6, [10-7]    | Tableau        |